# Wilhelm Frank (Politiker, 1902)
Wilhelm Frank (* 15. Oktober 1902 in Crailsheim; † 13. Juli 1976) war ein deutscher Landtagsabgeordneter der CDU in Baden-Württemberg.

## Leben
Wilhelm Frank wurde am 15. Oktober 1902 in Crailsheim geboren. Er besuchte die Realschule und machte von 1916 bis 1919 eine Handwerkslehre in Ulm. Als Gehilfe arbeitete er in Karlsruhe, Freudenstadt und anderen Orten. Die Prüfung zum Konditor-Meister legte er 1928 in Heilbronn ab. Ab 1929 war er Geschäftsführer im elterlichen Haus.
Am 4. Juni 1937 beantragte er die Aufnahme in die NSDAP und wurde rückwirkend zum 1. Mai desselben Jahres aufgenommen (Mitgliedsnummer 5.107.469). 1941 bis 1945 war er Soldat in Russland, der Normandie, in Ungarn und der Slowakei und geriet zuletzt in russische Kriegsgefangenschaft. 1945 wurde bei der Zerstörung Crailsheims auch der elterliche Betrieb zerstört.
1947 wurde er in den Gemeinderat, in den Evangelischen Kirchengemeinderat und in den Württembergischen Evangelischen Landeskirchentag gewählt. Seit 1947 war er Verwaltungsrat des Wasserversorgungsverbandes Jagstgruppe und seit 1951 stellvertretender Bürgermeister.

### Politische Karriere
1959 wurde Frank Mitglied des Kreistags, wo er sich in der Heimat- und Landschaftspflege engagierte und auch publizistisch tätig war. Von 1960 bis 1964 war er Mitglied des Landtags von Baden-Württemberg.

## Familie
Wilhelm Frank war verheiratet und hatte zwei Kinder.